# Astrachan
För andra betydelser, se Astrakan (olika betydelser).

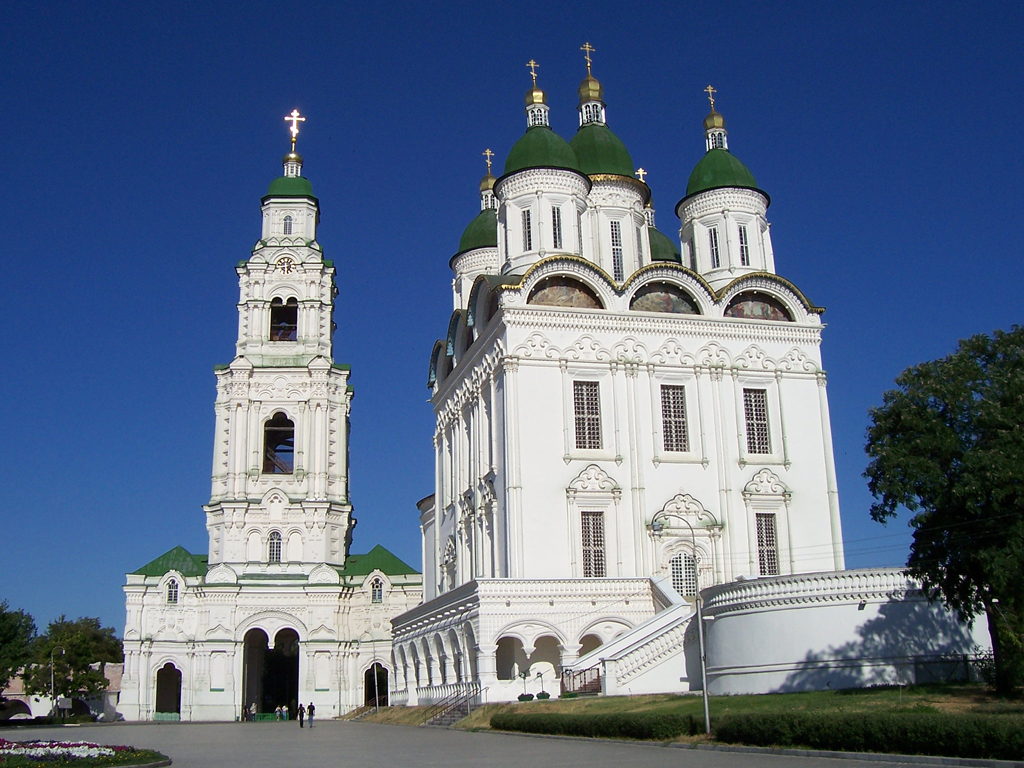
Himmelfärdskatedralen.

Astrachan (ryska: А́страхань; tatariska: Ästerxan) är en stad vid floden Volgas delta vid Kaspiska havet i södra Ryssland, 28 meter under havsnivån. Staden är administrativt centrum för Astrachan oblast och hade 532 699 invånare i början av 2015. Områdena runt staden är mycket bördiga. Husen i de mest centrala delarna av staden har rustats upp sedan sovjettiden. Nära stadens centrum finns dock trähusbebyggelse som är tämligen förfallen. I stadens centrum finns också ett kreml. Staden har järnvägsstation samt internationell flygplats och hamn. Staden har även ett museum ägnat poeten Velimir Chlebnikov, född i en by strax utanför.

## Historia
I Volgadeltat låg tidigare khazarernas och Gyllene hordens huvudstäder. Staden nämns första gången i början av 1200-talet som Xacitarxan; namnet kommer troligen av den khazariske generalen Ras-Tarchan. Timur Lenk brände ner staden 1395. Ruinerna av den gamla staden har hittats 12 kilometer uppströms från dagens Astrachan. 

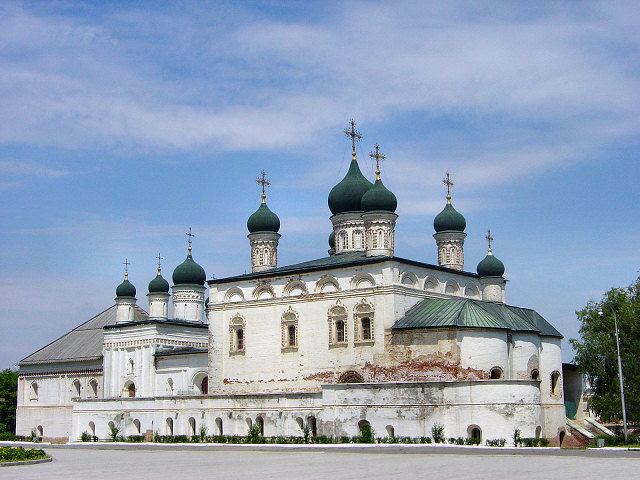
Treenighetskatedralen.

Astrachan var huvudstad i Astrachankhanatet från 1459 till 1556. År 1556 erövrades den av Ivan den förskräcklige efter fälttågen 1554 och 1556. Tsaren byggde ett fort på en hög kulle med god sikt över Volga. År 1558 flyttades staden till andra sidan floden. År 1569 belägrades Astrachan av den osmanska armén som dock fick ge sig av utan framgång; den osmanske sultanen Selim II gav året därpå upp sina anspråk på Volgadeltat, vilket öppnade området för rysk trafik. På 1600-talet blev staden Rysslands port mot orienten och handelsmän från bland annat Armenien, Persien och Chiva bosatte sig i staden.
Åren 1670–1671 hölls staden av Stenka Razin och hans kosacker. En kalmuckisk khan inledde senare en misslyckad belägring av Astrachan och år 1705 gjorde Kondratij Bulavins kosacker uppror i staden. Peter den store grundade ett varv i början av 1700-talet. Han använde också staden som bas för krigen mot Persien. År 1711 blev Astrachan huvudort i guvernementet Astrachan; bland de första guvernörerna märks Artemij Volynskij och Vasilij Tatisjtjev. År 1717 fick orten stadsrättigheter. Katarina den stora gav staden industriella privilegier senare under samma århundrade.
År 1718 var Astrachan utgångspunkten för den första ryska expeditionen till Centralasien under Aleksandr Bekovitj-Tjerkasskij. Åren 1702, 1718 och 1767 drabbades staden svårt av bränder, år 1719 plundrades den av perserna, och 1830 dog stora delar av stadens befolkning i kolera. 
Astrachans kreml uppfördes från 1580-talet till 1620-talet med tegel plundrat från Gyllene hordens huvudstad Saraj. Dess två katedraler, helgade 1700 respektive 1710, uppfördes av arkitekter från Jaroslavl och behåller många element från traditionella ryska kyrkor, fastän deras yttre dekorationer är i barock stil.
2011 uppmärksammades Astrachan för att ett vapenförråd i stadens utkant exploderade. 8 ryska soldater dog, och 14 skadades.

## Administrativ indelning
Astrachan är indelad i fyra stadsdistrikt.
| Stadsdistrikt | Invånarantal 9 oktober 2002 | Invånarantal 14 oktober 2010 | Invånarantal 1 januari 2015 |
| ------------- | --------------------------- | ---------------------------- | --------------------------- |
| Kirovskij     | 107 822                     | 114 756                      | 118 380                     |
| Leninskij     | 143 170                     | 146 403                      | 148 717                     |
| Sovetskij     | 147 837                     | 145 747                      | 150 394                     |
| Trusovskij    | 105 672                     | 113 433                      | 115 208                     |
| TOTALT        | 504 501                     | 520 339                      | 532 699                     |

## Klimat
|                             | Jan   | Feb   | Mar   | Apr  | Maj  | Jun  | Jul  | Aug  | Sep  | Okt   | Nov   | Dec   | År    |
| --------------------------- | ----- | ----- | ----- | ---- | ---- | ---- | ---- | ---- | ---- | ----- | ----- | ----- | ----- |
| Medeltemp. (°C)             | −3,6  | −3,7  | 2,3   | 11,1 | 17,7 | 23,1 | 25,6 | 24,0 | 17,7 | 10,4  | 3,1   | −1,9  | 10,5  |
|                             |       |       |       |      |      |      |      |      |      |       |       |       |       |
| Högsta rekord (°C)          | 14,0  | 16,9  | 24,0  | 32,0 | 36,8 | 39,9 | 41,0 | 40,8 | 38,0 | 29,9  | 21,6  | 16,4  | 41,0  |
| Högsta medeltemp. (°C)      | −0,1  | 0,7   | 7,8   | 17,4 | 23,8 | 29,3 | 32,0 | 30,7 | 24,3 | 16,3  | 7,4   | 1,2   | 15,9  |
| Lägsta medeltemp. (°C)      | −6,5  | −7,1  | −1,9  | 5,9  | 12,1 | 17,4 | 19,6 | 18,0 | 12,3 | 5,9   | 0,3   | −4,6  | 6,0   |
| Lägsta rekord (°C)          | −31,8 | −33,0 | −26,9 | −8,9 | −1,1 | 6,1  | 10,1 | 6,1  | −2,0 | −10,5 | −25,8 | −29,9 | −33,0 |
|                             |       |       |       |      |      |      |      |      |      |       |       |       |       |
| Nederbörd (mm)              | 16    | 12    | 16    | 23   | 28   | 25   | 24   | 20   | 17   | 18    | 18    | 16    | 233   |
| Källa: http://pogoda.ru.net |       |       |       |      |      |      |      |      |      |       |       |       |       |

## Personer
- Ilja Nikolajevitj Uljanov, fader till Aleksander Uljanov och Vladimir Lenin.
- Vasilij Kirillovitj Trediakovskij, rysk poet.
- Rinat Dasajev, fotbollsmålvakt under sovjetperioden.
- Nicolaus Örn, "Prinsen av Lappland", dog i Astrachan 1718.